# Зэрзяыб
 Зэрзяыб  — деревня в Удорском районе Республики Коми в составе сельского поселения Глотово.

## География
Расположено на левом берегу реки Мезень на расстоянии примерно 34 км по прямой на восток от районного центра села Кослан.

## История
Известна с 1646 года как деревня Зорчаиб на реке на Мезени с 2 дворами (1 жилой), основана переселенцами из Глотовой слободки (Глотово). В 1678 в деревне было 3 двора (2 жилых и 1 пустой), 8 жителей мужского пола, в 1719 5 дворов. В 1782 в деревне Зерзяибской было 11 дворов, 92 человека, в 1859 (Зерзянская или Зерзя-Ыб) — 8 и 37, в 1926 — 19 и 95. В 1970 году проживало 107 человек, в 1989 29.

## Население
Постоянное население составляло 18 человек (коми 100 %) в 2002 году, 13 в 2010.